# (200205) 1999 TC28
(200205) 1999 TC28 es un asteroide perteneciente al cinturón de asteroides, descubierto el 3 de octubre de 1999 por el equipo del Lincoln Near-Earth Asteroid Research desde el Laboratorio Lincoln, Socorro, Nuevo México.

## Designación y nombre
Designado provisionalmente como 1999 TC28.

## Características orbitales
1999 TC28 está situado a una distancia media del Sol de 2,705 ua, pudiendo alejarse hasta 3,133 ua y acercarse hasta 2,277 ua. Su excentricidad es 0,158 y la inclinación orbital 8,975 grados. Emplea 1625,71 días en completar una órbita alrededor del Sol.

## Características físicas
La magnitud absoluta de 1999 TC28 es 15,7. Tiene 4,401 km de diámetro y su albedo se estima en 0,063.